# Christodoros
Christodoros (altgriechisch Χριστόδωρος) aus Koptos bei Theben war ein spätantiker griechischer Dichter, der unter dem oströmischen Kaiser Anastasios I. (regierte 491–518) lebte.
Christodoros, der Sohn eines gewissen Paniskos, stammte aus dem ägyptischen Koptos. Er wuchs mit beträchtlicher Bildung auf und eignete sich vor allem erschöpfende Kenntnisse der epischen Dichtung und der Mythologie an. Seine recht umfangreichen Schriften sind jedoch weitgehend verloren gegangen.
Er verfasste zahlreiche epische Gedichte, in denen er die Gründungsgeschichte verschiedener Städte und Landschaften behandelte (über Konstantinopel eine Abhandlung in 12 Büchern, über Thessaloniki in 25 Büchern,  dazu Geschichtswerke über Nakle, Milet, Lydien, Tralleis und Aphrodisias) oder zeitgenössische Ereignisse. Seine Isauriká (Ἰσαυρικά) schilderten in sechs Büchern die Niederschlagung des Aufstands in Isaurien durch Kaiser Anastasios. Auch über die Schüler des neuplatonischen Philosophen Proklos verfasste er ein Werk. In seinen Epigrammen (drei Bücher) und Episteln (vier Bücher) verhandelte er höchstwahrscheinlich zeitgenössische Personen und Ereignisse. In der Anthologia Palatina sind zwei seiner Epigramme erhalten (Anthologia Palatina VII 697. 698).
Er sollte nicht mit dem Dichter Christódōros Thebaîos Illústrios (Χριοτόδωρος Θηβαῖος Ἰλλούστριος) verwechselt werden, der laut der Suda ein Lehrgedicht Ixeutiká (Ἰξευτικά) über die Kunst, Vögel mit Leimruten zu fangen, sowie eine Schrift über die Wunder der heiligen Cosmas und Damian sowie „viele andere Werke“ (ἄλλα πολλά) verfasste.
Das umfangreichste erhaltene Werk des Christodoros ist die Ἔκφρασις τῶν ἀγαλμάτων τῶν εἰς τὸ δημόσιον γυμνάσιον τοῦ ἐπικαλουμένου Ζευξίππου Ékphrasis tōn agalmátōn tōn eis to dēmósion gymnásion epikalouménou Zeuxíppou, in der er in Versform 80 Statuen in den Zeuxippos-Thermen zu Konstantinopel (die im Jahre 532 zerstört wurden) beschreibt. Von dem Werk sind 416 Verse im zweiten Buch der Anthologia Palatina überliefert. Nach Ansicht der Forschung sind diese Beschreibungen für die Kunstgeschichte der Antike nicht relevant, da sie eher auf rhetorische Eleganz und mythographische Gelehrsamkeit abzielen als auf die exakte Beschreibung von Örtlichkeiten oder Kunstwerken. Im Versbau schließt sich Christodoros ganz an seinen Vorgänger Nonnos von Panopolis an: An Zäsuren findet sich beispielsweise in jedem Vers die Penthemimeres; spondeische Versfüße meidet er. Bei den Sagenversionen beweist er große Kenntnisse der homerischen, aber auch der alexandrinischen Mythologie. Auf sein Vorbild Homer verweist Christodoros auch durch die Wortwahl (mit Vorliebe für seltene Ausdrücke, hapax legomena).
Die wenigen historischen Quellenzeugnisse und Fragmente sind gesammelt in Die Fragmente der griechischen Historiker (Nr. 283) bzw. in Brill’s New Jacoby (dort mit englischer Übersetzung und Kommentar von Anthony Kaldellis).